# Atari TOS
TOS was een besturingssysteem voor Atari ST-computers. Al naargelang de bron is het de afkorting van 'The Operating system', maar ook 'Tramiel Operating System', naar CEO Jack Tramiel.